# 布鲁克奖
布鲁克奖（Blooker Prize）是世界上第一个博客文学奖。用于奖励优秀的由博客文章结集出版的书。该奖模仿图书出版业德高望重的布克奖(Booker Prize)命名，美国露露（Lulu.com）出版社赞助，这家出版社位于美国北卡罗来纳州，是一家电子读物出版公司。
首届布鲁克奖于2006年3月8日在英国拉开帷幕，任何一本由博客结集而成的用英语写作出版的书均可参选，但书必须在2006年1月30日前出版，最终89名博客的著作入围。首批入围“布鲁克奖”的博客图书，来自非洲、澳洲等多个地区。但跻身决赛的只有16本书，被划分为三类 ———小说类、非小说类和网络连环漫画类。“布鲁克奖”的最终评选结果在2006年4月揭晓。
首届布鲁克奖评委三人：Cory Doctorow， Robin Miller，Paul Jones 
布鲁克奖总奖金4000美元，三类奖的获奖者可分别获得1000美元奖金，三人中选一位总冠军，再赢得1000美元奖金。
伦敦一位应召女郎创建的博客日前出版后，一步跨入畅销书排行榜。这次，这本博客图书也进入“布鲁克奖”非小说类的决赛。
入围“布鲁克奖”的还包括利特尔—布朗公司去年出版的《朱莉与朱莉娅：365天，524个菜谱与一间狭小的公寓厨房》。此书的作者在博客日记中记录了自己的做菜心得，一经推出便好评如潮。 
2006年4月，第一届布鲁克奖揭晓，朱莉·鲍威尔（Julie Powell）凭借《朱莉与朱莉娅：365天，524个菜谱与一间狭小的公寓厨房》（Julie & Julia）击败其他入围者赢得了首届“布鲁克奖”。朱莉·鲍威尔2006年30岁，是一位在得克萨斯州长大的纽约人。她的书销量达到了10万册以上。朱莉·鲍威尔的Blog
赢得小说类大奖的是谢丽·普里斯特（Cherie Priest）的《四只和二十只黑鸟》（Four and Twenty Blackbirds），谢丽·普里斯特1975年出生于佛罗里达州的坦帕市，2003年一家地区性的小出版社出版了她的这部作品。2005年10月她出版了她的第二部小说Wings to the Kingdom，她是一位自由作家，为杂志，网站写文章。她和她的丈夫 Aric生活在西雅图。谢丽·普里斯特的Blog
赢得网络连环漫画类大奖的是扎克·米勒（Zach Miller）自己出版的《全骨》（Totally Boned）。

## 参看
- 博客